# Charis Charisis
Charis Charisis (Ioannina, 12 de janeiro de 1995) é um futebolista profissional grego que atua como meia.

## Carreira
Charis Charisis se profissionalizou PAS Giannina, em 2013.

### PAOK
Charis Charisis se transferiu ao PAOK, em 2015.

## Títulos
PAOK
- Copa da Grécia: 2016–17